# Cisza (województwo łódzkie)
Cisza – wieś w Polsce położona w województwie łódzkim, w powiecie bełchatowskim, w gminie Kluki.
W latach 1975–1998 miejscowość administracyjnie należała do województwa piotrkowskiego.